# Patos de Minas
Patos de Minas, amtlich portugiesisch Município de Patos de Minas, deutsch Enten von Minas, ist eine Stadt mit großem Gemeindegebiet im brasilianischen Bundesstaat Minas Gerais. Sie befindet sich 415 km von der Hauptstadt Belo Horizonte entfernt und liegt am Rio Paranaíba auf ca. 800 Meter über dem Meeresspiegel.
Die Stadt hatte im Jahr 2018 geschätzt 150.833 Einwohner (laut Volkszählung 2010: 138.710 Einwohner), die Patenser (portugiesisch patenses) genannt werden. Das Territorium der Gemeinde erstreckt sich über 3190 km² (2017), die urbane Fläche etwa 22,7 km².

## Geschichte
Die Kolonialisierung des heutigen Stadtgebietes begann vermutlich Mitte des 18. Jahrhunderts. Die Gründung des Vila erfolgte 1868, die Emanzipation als Stadt am 24. Mai 1892.

## Wirtschaft und Infrastruktur
Patos de Minas ist landesweit für seine Mais-Produktion bekannt; die Stadt gilt als Mais-Hauptstadt Brasiliens.
Eine Studie des Veja-Magazins von 2001 ergab, dass Patos de Minas bezüglich der sozioökonomischen Entwicklung zwischen 1970 und 1996 den 5. Platz unter 5000 Städten belegt. So sind 99 % der Straßen der Stadt gepflastert und verfügen über eine öffentliche Straßenbeleuchtung. 97 % der Einwohner werden mit sauberem Wasser versorgt.
In Patos de Minas gibt es eine öffentliche Universität. 6,5 km von der Stadt entfernt gibt es einen Regionalflughafen mit täglichen Flügen nach Belo Horizonte und Uberaba.

## Bistum Patos de Minas
Am 5. April 1955 wurde das römisch-katholische Bistum Patos de Minas errichtet. Mit dem Bau der als Pfarrkirche geplanten Kathedrale, die dem heiligen Antonius von Padua geweiht ist, wurde 1934 begonnen; sie wurde aber erst 1954 fertiggestellt. Knapp 80 Prozent der Bevölkerung sind katholisch.

## Persönlichkeiten
- Freusa Zechmeister (1941–2024), Architektin, Designerin und Kostümbildnerin
- Fernando Diniz (* 1974), Fußballtrainer und -spieler